# Töddenweg
Der Töddenweg (auch Tüöttenweg) ist Teil des Fernwanderweges E11, gehört zu den vom Wiehengebirgsverband Weser-Ems betreuten Wanderwegen und ist 111 Kilometer lang. Markiert ist der Töddenweg mit einem weißen „T“. Er orientiert sich an einem jahrhundertealten Handelsweg der Leinenkaufleute (Tödden oder Tüötten) aus dem Tecklenburger Land, den diese benutzten, um ihr daheim hergestelltes Leinen in den Niederlanden zu verkaufen.
Der Töddenweg beginnt in Osnabrück auf dem Marktplatz beim Rathaus. Im Osnabrücker Land verläuft er entlang des Rubbenbruchsees nach Gut Leye und weiter zum Attersee. Sodann führt er über Mettingen mit seinem Tüöttenmuseum zum Mittellandkanal und gelangt nach Hopsten, dem ehemaligen Zentrum des Töddenhandels. Von dort aus führt er über Rheine und Bad Bentheim zur niederländischen Grenze. Von de Lutte erreicht er die Stadt Oldenzaal, wo er endet.
Der deutsche Töddenweg bildet zusammen mit dem niederländischen Marskramerpad den „Handelsweg“, der sich in Oldenzaal anschließt und von dort weitere 93 km bis in die Hansestadt Deventer führt.
Der größte Teil des Wanderweges ist auch gut mit dem Fahrrad befahrbar.